# Scoliacma lophopyga
Scoliacma lophopyga là một loài bướm đêm thuộc phân họ Arctiinae, họ Erebidae.